# Combats amicaux à la japonaise
Pour plus de détails, voir Fiche technique et Distribution.
Combats amicaux à la japonaise (和製喧嘩友達, Wasei kenka tomodachi) est un film muet japonais de Yasujirō Ozu sorti en 1929.
Longtemps considéré comme perdu, une version remontée du film d'une durée de 15 minutes a été retrouvée en 1997 au format Pathé-Baby.

## Synopsis
Ryukichi et Yoshizo partagent le même logement et cherchent du travail. Ils renversent Omitsu, une jeune fille sans domicile, avec leur camion et acceptent de la loger chez eux. Lorsque celle-ci se débarbouille le visage, il s'avère qu'elle est très jolie. Dès lors les deux amis se bagarrent pour attirer ses faveurs, mais la belle tombe amoureuse d'un étudiant.  

## Fiche technique
- Titre : Combats amicaux à la japonaise
- Titre alternatif : Amis de combat
- Titre original : 和製喧嘩友達 (Wasei kenka tomodachi?)[2]
- Réalisation : Yasujirō Ozu
- Scénario : Kōgo Noda
- Directeur de la photographie : Hideo Shigehara
- Société de production : Shōchiku (Studios Kamata)
- Projection : Asakusa Teikokukan
- Pays d'origine :  Empire du Japon
- Format original : noir et blanc — 1,37:1 — Format 35 mm — muet
- Genre : comédie
- Durée originale : 75 minutes[3] (métrage : sept bobines - 2 114 m[4])
- Durée de la copie retrouvée : 15 minutes au format 9,5 mm[3]
- Date de sortie :
  - Empire du Japon : 5 juillet 1929[4]

## Distribution

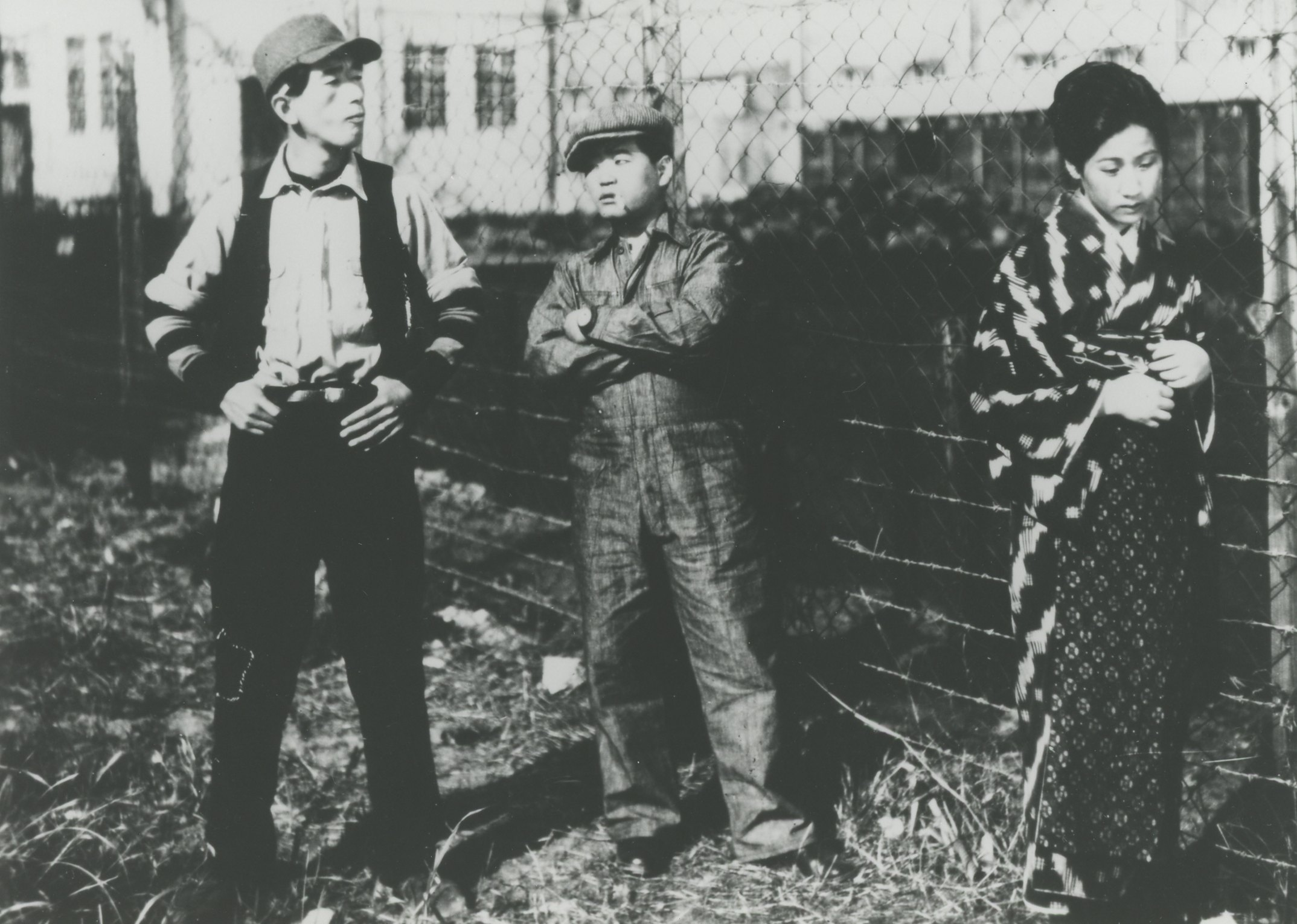
Scène du film avec Atsushi Watanabe, et.

- Atsushi Watanabe : Ryukichi
- Hisao Yoshitani (ja) : Yoshizo
- Tomoko Naniwa (ja) : Omitsu
- Eiko Takamatsu : Ogen
- Ichirō Yūki (ja) : Okamura

## Autour du film
Longtemps considéré comme perdu, une version remontée de 15 minutes de ce film a été retrouvée en 1997 au format Pathé-Baby. Le Pathé-Baby est un petit projecteur à manivelle capable de projeter des films courts, conditionnés dans une cartouche métallique, qui contenait moins d’une dizaine de mètres de pellicule ininflammable au format 9,5 mm, destiné à l'usage familial. Les distributeurs devaient donc monter des versions raccourcies des films originaux en ajoutant des intertitres permettant de suivre l'histoire.